# Was bedeutet das alles? Eine ganz kurze Einführung in die Philosophie

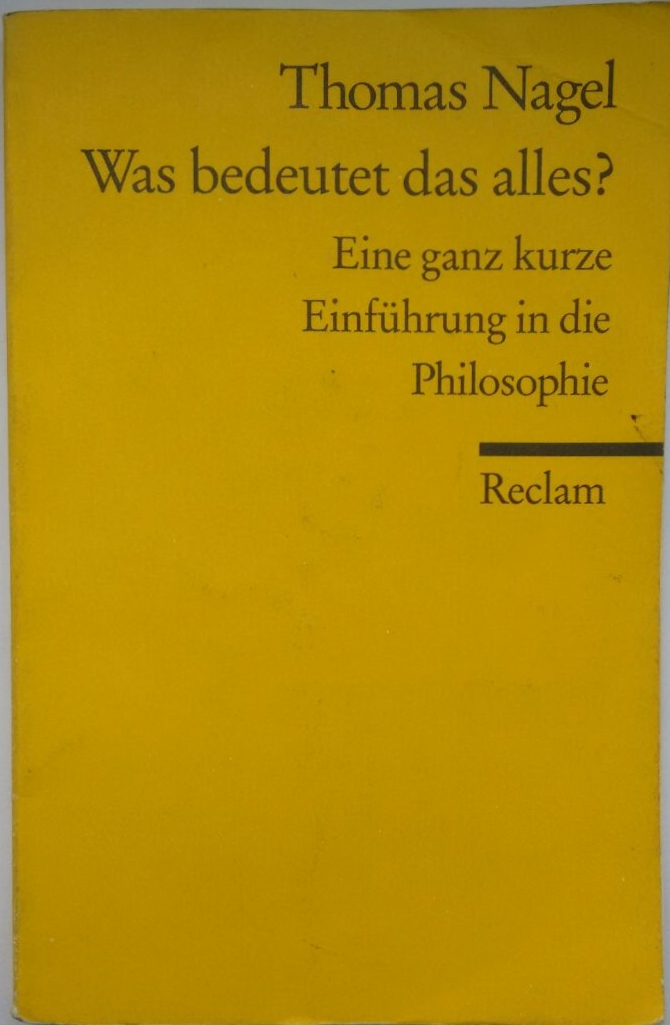
Thomas Nagel: Was bedeutet das alles?

Was bedeutet das alles? Eine ganz kurze Einführung in die Philosophie (engl. Originaltitel: What Does It All Mean? A Very Short Introduction to Philosophy) ist ein Werk des US-amerikanischen Philosophen Thomas Nagel, in dem er eine direkte Einführung in neun philosophische Probleme gibt, wobei er sein eigenes Verständnis dieser Probleme erläutert. Thomas Nagel will jedoch keine Antworten auf die verschiedenen Fragen liefern, sondern lediglich den Leser soweit in die Themen einführen, dass dieser von sich aus über sie nachdenken kann.
Dabei handelt es sich um folgende philosophische Themenbereiche:
- unser Wissen von einer Welt außerhalb unseres Bewusstseins
- unser Wissen von einem anderen Bewusstsein als dem eigenen
- die Beziehung zwischen dem Bewusstsein und dem Gehirn
- wie die Sprache möglich ist
- ob wir einen freien Willen haben
- das Fundament der Moral
- welche Ungleichheiten ungerecht sind
- das Wesen des Todes
- der Sinn des Lebens

Das englische Original erschien 1987 im Universitätsverlag Oxford University Press. Es wurde von Michael Gebauer ins Deutsche übersetzt und erscheint mit Genehmigung der Oxford University Press seit 1990 im Reclam-Verlag, Stuttgart. Das Buch hat 104 Seiten und ist in 10 Kapitel unterteilt.

## Inhalt

### Einleitung
Zu Beginn seines Werkes erklärt Thomas Nagel, an welche Zielgruppe er sich richtet: Leser, die noch nicht philosophisch geschult sind. Notwendig sei aber ein Sinn für abstrakte Gedanken und theoretisches Argumentieren.
Nagel gibt einen ersten Ausblick auf die neun philosophischen Probleme, mit denen er sich in seinem Buch befassen wird und die alleinstehend jeweils verständlich sind. Eine Diskussion über große philosophische Schriften der Vergangenheit u. ä. wird es nicht geben.
Des Weiteren gibt Nagel einige allgemeine Informationen zum Charakter der Philosophie. Im Gegensatz zu den Naturwissenschaften basiert sie weder auf Experimenten noch Beobachtungen, sondern allein auf dem Denken, Fragen, Argumentieren und Ausprobieren von Gedanken.
Im Gegensatz zur Mathematik begründet sie sich nicht auf formale Beweisverfahren.
Das Hauptanliegen der Philosophie ist das Infragestellen von allgemeinen und alltäglichen Vorstellungen wie z. B. von Zeit, Zahlen, Wissen, Sprache, Recht und Unrecht.
Nagel betont im Folgenden, sein eigenes Verständnis von den Problemen wiederzugeben. Dabei will der Philosoph keine Antworten geben, da es ohnehin nicht nur zwei mögliche Antworten auf philosophische Fragen gibt, sondern den Leser nur so in die Probleme einführen, dass er von sich aus über sie nachdenken kann.

### Woher wissen wir etwas?
Das zweite Kapitel beschäftigt sich mit der Frage nach einer bewusstseinsunabhängigen Realität, d. h. nach einer Existenz der Außenwelt außerhalb unseres Bewusstseins.
Es ist unmöglich, für oder gegen die Existenz einer Außenwelt zu argumentieren, da jegliche Argumente auf Eindrücken basieren, die man wiederum nur mit Eindrücken beweisen kann.

„»Woher wissen wir jedoch, ob es [diese] Dinge auch wirklich gibt? Wäre es denn anders für uns, wenn sie nur in unserem Bewusstsein existieren – wenn all das, was wir dort draußen für die Welt hielten, nichts als eine gigantische Halluzination oder ein Traum wäre, aus dem wir niemals aufwachen werden?« (S. 10, Z. 22ff.)“

Die Auffassung, dass das eigene Bewusstsein das einzige ist, das existiert, nennt man Solipsismus.

„»Wäre ich ein Solipsist, so schriebe ich dieses Buch vermutlich nicht, da ich nicht glaubte, dass ein anderer, der es lesen könnte, überhaupt existierte. Doch auf der anderen Seite schriebe ich es vielleicht, um mein Innenleben interessanter zu gestalten, das ich auf diese Weise um Eindrücke bereichern würde, […]. Vielleicht sind Sie ein Solipsist: in diesem Fall werden Sie das Buch als ein Produkt Ihres eigenen Geistes ansehen, das in Ihrer Erfahrung zu existieren beginnt, während Sie es lesen. Ich kann Ihnen in der Tat mit nichts beweisen, dass es mich wirklich gibt oder dass das Buch im Sinne eines physikalischen Objekts existiert.« (S. 13, Z. 16ff.)“

Die Auffassung, in keiner Weise entscheiden zu können, ob es eine Außenwelt gibt oder nicht, nennt man Skeptizismus. Argumente einer stärkeren Form des Skeptizismus lauten, dass man sich einzig auf gegenwärtige Bewusstseinsinhalte stützen kann und nicht wissen kann, ob man in der Vergangenheit existiert hat, da man genau so gut vor einer Minute mit all seinen gegenwärtigen Erinnerungen zu existieren begonnen haben hätte können.
Des Weiteren gibt es die Meinung, dass die Vorstellung der Skeptiker von einer Außenwelt, die keiner jemals entdecken könnte, sinnlos sei. Die Vorstellung von einem Traum, aus dem man nicht aufwachen kann, hat keinen Sinn. Eindrücke und Erscheinungen, die nicht wirklich sind, können nur im Gegensatz zur Wirklichkeit stehen, sonst wäre selbst der Gegensatz von Erscheinung und Wirklichkeit sinnlos. Somit ist ein Traum, aus dem man nicht aufwachen kann, die Wirklichkeit.
Nagel ist der Meinung, dass es praktisch unmöglich sei, an die Nichtexistenz der Außenwelt zu glauben, da der Glaube an diese machtvoll und instinktiv ist.

„»Wir handeln nicht nur fortgesetzt, als ob andere Menschen und Dinge existieren, sondern wir glauben, dass sie existieren, und wir glauben dies auch noch, nachdem wir die Argumente durchlaufen haben, die offenbar zeigen, dass wir für diesen Glauben keine Gründe haben.« (S. 19f., Z. 28ff.)“

### Das Fremdpsychische
Das dritte Kapitel beschäftigt sich mit einem Skeptizismus in Bezug auf die Natur bzw. mit der Frage nach der Existenz eines Bewusstseins außer unserem eigenen oder Erlebnissen außer unserer eigenen.
Die einzigen Erlebnisse und Erfahrungen, die ein Mensch haben kann, sind die eigenen. Bei Beurteilung psychischen Lebens anderer, kann man sich nur auf Beobachtungen ihrer physischen Verfassung und ihres Verhaltens stützen.

„»Woher wissen wir, um ein einfaches Beispiel zu wählen, ob das Schokoladeneis, das wir gemeinsam mit einem Freund essen, für ihn den gleichen Geschmack hat wie für uns? […] Es gibt […] nicht die Möglichkeit, die beiden Geschmacksempfindungen direkt zu vergleichen. […] Warum ist es nicht ebenso mit allen verfügbaren Daten vereinbar, dass Schokoladeneis für ihn so schmeckt wie Vanilleeis für uns, und umgekehrt?« (S. 22f, Z. 27ff.)“

Auch die Annahme, dass beispielsweise Geschmacks- oder Farbempfindungen bei jedem Menschen in konstanter Zuordnung zu physischen Reizungen der Sinnesorgane steht, ist für den Skeptiker bedeutungslos, da keinerlei Beweise für diese vorgebracht werden können. Die Wechselwirkung von Reiz und Erlebnis ist möglicherweise nicht genau die gleiche (harmloser Skeptizismus). Es könnte jedoch auch überhaupt keine Ähnlichkeit zwischen den eigenen Erlebnissen und denen eines anderen Menschen geben (drastischer Skeptizismus).

„»Woher weiß ich, dass er eine Empfindung des Typs hat, den ich einen Geschmack nennen würde, wenn er etwas in den Mund nimmt? Nach allem, was ich weiß, könnte es sich um etwas handeln, das ich einen Ton nennen würde – oder womöglich um etwas ganz anderes, das ich noch nie erlebt habe und mir auch nicht vorstellen kann.« (S. 25, Z. 17ff.)“

Der radikalste Skeptizismus in Bezug auf das Fremdpsychische fragt demzufolge, ob es außer dem eigenen überhaupt Bewusstsein gibt: Auch wenn andere Menschen keine eigenen Erlebnisse und kein inneres psychisches Leben hätten, also lediglich sehr komplexe biologische Maschinen wären, würden sie einem trotzdem nicht anders erscheinen.
Es gibt keine Beweise dafür, dass das äußere Verhalten anderer ebenso mit inneren Erfahrungen verknüpft ist.
Die instinktive Überzeugung des Menschen ist jedoch, dass andere menschliche Wesen ebenfalls ein Bewusstsein haben wie auch beispielsweise Säugetiere und Vögel. Zweifelhafter ist, ob Insekten oder gar einzellige Lebewesen ein Bewusstsein haben und nahezu niemand glaubt, dass Steine, Autos oder Taschentücher bewusste Erlebnisse haben.
Ein Beweis dafür könnte nur bei gemeinsamer Beobachtung von Erlebnissen und externen Äußerungen geliefert werden. Dies ist jedoch unmöglich, da lediglich die Möglichkeit besteht, seine eigenen Erlebnisse zu beobachten.

„»Ist es möglich, dass es weit weniger bewusstes Leben gibt, als man annimmt (keines außer dem eigenen), oder vielmehr umgekehrt (selbst bei Dingen, von denen wir annehmen, dass sie kein Bewusstsein haben) weit mehr?« (S. 29, Z. 12ff.)“

### Das psychophysische Problem
Das vierte Kapitel befasst sich mit der Beziehung zwischen dem Bewusstsein und dem Gehirn. Jeder Vorgang im Bewusstsein hängt von einem entsprechenden Vorgang im Gehirn ab, d. h. zwischen physikalischen Prozessen im Gehirn und den Vorgängen im Bewusstsein oder Geist bestehen komplexe Beziehungen. Die Frage ist jedoch, ob der Geist zwar mit dem Gehirn in Verbindung steht, aber doch von ihm verschieden ist, oder ob der Geist das Gehirn ist.

„»Sind unsere Gedanken, Gefühle, Wahrnehmungen, Empfindungen und Wünsche Ereignisse, die zu den physikalischen Vorgängen in unserem Gehirn noch hinzukommen, oder machen sie ihrerseits eine Teilmenge dieser physikalischen Vorgänge aus?« (S. 31, Z. 19ff.)“

Dazu gibt es allgemein drei Auffassungen: Die erste ist der Dualismus. Er besagt, dass es eine Seele geben muss, die so an einen Körper gebunden ist, dass beide aufeinander einwirken können. Der Mensch bestehe also aus einem komplexen physischen Organismus und einer rein mentalen Seele, in der sich das psychische Leben abspielt.
Die zweite Auffassung, dass der Mensch lediglich aus physikalischer Materie besteht und psychische Zustände gleichfalls physikalische Zustände des Gehirns sind, wird Physikalismus oder Materialismus genannt.
Die dritte Auffassung ist die Doppelaspekttheorie. Sie sagt aus, dass das Gehirn der Ort des Bewusstseins ist, dass die bewussten Zustände des Gehirns jedoch keine bloß physikalischen Zustände sind. Das psychische Leben spielt sich also im Gehirn ab, doch Erlebnisse, Gefühle, Gedanken und Wünsche sind keine physikalischen Prozesse im Gehirn, d. h. das Gehirn ist kein rein physikalischer Gegenstand.

„»Man nennt sie so, da sie besagt, dass mein Hineinbeißen in eine Tafel Schokolade in meinem Gehirn einen Zustand oder Vorgang mit zwei Aspekten hervorruft: einem physikalischen Aspekt, der die vielfältigen chemischen und elektrischen Reaktionen einschließt, und einem psychischen Aspekt – der Geschmacksempfindung von Schokolade. […] Sollte diese Auffassung die richtige sein, so hätte das Gehirn selbst ein Inneres, das einem äußeren Beobachter auch dann nicht zugänglich wäre, wenn er in es eindränge.« (S. 37, Z. 12ff.)“

### Die Bedeutung von Wörtern
Das fünfte Kapitel handelt von der Frage, wie Wörter – ob nur der Laut oder die geschriebenen Buchstaben – eine Bedeutung haben können.
Wörter werden beim Sprechen und Schreiben benutzt, und ihre Bedeutung trägt an sich zur Bedeutung eines ganzen Satzes oder einer Aussage bei.
Wörter können definiert werden, allerdings sind Definitionen nicht Fundament der Bedeutung, da jedes Wort einer Definition nur auch wieder definiert werden kann. Man müsste jedoch an Wörter gelangen, die eine direkte Bedeutung haben.

„»Sehen wir uns das Wort „Tabak“ an, das ein einfaches Beispiel zu sein scheint. […] Sie und ich, die sich nie getroffen haben und die es mit verschiedenen Vorkommnissen von Tabak zu tun hatten, verwenden dieses Wort mit der gleichen Bedeutung. […] Darüber hinaus kann ein Chinese […] einen chinesischen Ausdruck mit der gleichen Bedeutung [verwenden]. Welche Beziehung das Wort „Tabak“ zu dem Stoff selbst auch immer hat, andere Wörter können sie gleichfalls haben.« (S. 42, Z. 4f., S. 43, Z. 14ff.)“

Das Wort muss also auf etwas Allgemeines zutreffen, sodass auch andere Sprecher mit anderen Wörtern in anderen Sprachen dasselbe meinen können. Diese allgemeine Komponente könnte etwas sein, das alle beim Gebrauch des Wortes in ihrem Geist haben. Sie könnte eine Vorstellung des Begriffs im Bewusstsein sein, jedoch ist eine solche Vorstellung immer eine individuelle Vorstellung und keineswegs bei allen Menschen gleich.

„»Das Geheimnisvolle an der Bedeutung ist, dass sie nirgendwo lokalisiert zu sein scheint – weder in der Welt noch im Bewusstsein, noch in einem losgelösten Begriff oder einer Idee, die zwischen der Welt, dem Bewusstsein und den Gegenständen schwebt, über die wir sprechen.« (S. 46, Z. 6ff.)“

Wörter werden allgemein schlicht weg als Werkzeuge zu Verständigung und Kommunikation verwendet. Sprache ist ein System aus Signalen und Reaktionen, denn Sprache ist ein gesellschaftliches Phänomen. Sie wird nicht zum eigenen Zwecke erlernt, sondern mit dem Erlernen wird der Mensch an ein bereits bestehendes System angeschlossen.
Das Problem, die Bedeutung von Wörtern zu erklären, besteht damit allerdings immer noch. Bedeutung ermöglicht den Menschen, die Welt zu erfassen, sich Dinge auszudenken und zu erklären, wie jedoch das möglich ist, heißt es herauszufinden.

### Willensfreiheit
Das sechste Kapitel beschäftigt sich mit der Willensfreiheit des Menschen. Auch dazu gibt es verschiedene Auffassungen: Die Auffassung, dass es nie möglich ist, etwas anderes zu tun, als man in Wirklichkeit tut, dass also die Umstände, die vor der Handlung bestehen, die Handlung selbst vorherbestimmen und unvermeidlich machen, nennt man Determinismus.

„»Die Summe aller Erfahrungen, Wünsche und Erkenntnisse einer Person sowie ihre Erbanlagen, die gesellschaftlichen Bedingungen und der Charakter der Entscheidung, mit der sie konfrontiert ist, wirken mit anderen Faktoren, die uns möglicherweise unbekannt sind, zusammen und machen eine bestimmte Handlung unter den gegebenen Umständen unausweichlich.« (S. 54, Z. 6ff.)“

Die Konsequenz daraus besteht darin, dass eine Person für ihre Handlungen nicht mehr sinnvoll verantwortlich gemacht werden kann. Daraus folgt die Frage, ob eine Person z. B. für eine Straftat überhaupt als schuldig verurteilt werden kann.
Dazu gibt es zwei Ansichten: Die erste ist, dass eine Person weder für gute Taten gelobt oder für schlechte Taten getadelt werden kann, die zweite ist, dass dies doch sinnvoll ist, da man trotzdem bemüht ist, das künftige Verhalten der Person zu beeinflussen.
Die gegensätzliche Auffassung zum Determinismus ist, dass der Mensch eine Willensfreiheit hat und die Verantwortlichkeit für seine Taten trägt. Es besteht immer eine offene Möglichkeit, sich zwischen verschiedenen Dingen zu entscheiden.
Dabei stellt sich die Frage, inwiefern die Tat auch wirklich noch die Tat der jeweiligen Person ist, wenn sie nicht von Wünschen, Überzeugungen und Charakter vorherbestimmt ist und einfach ohne Erklärung passiert. Eine mögliche Antwort ist, dass es keine Antwort gibt, da freies Handeln Grundbestandteil der Welt ist und nicht weiter analysiert werden kann.
Daraus schließt sich jedoch, dass auch dann der Mensch nicht für seine Tat verantwortlich gemacht werden könnte, da die Tat einfach passiert und vom Menschen nicht vorher festgelegt wird.
Hierzu gibt es eine besondere Ansicht aus dem Determinismus: der kausale Determinismus. Es ist nicht erforderlich, dass eine Tat vorherbestimmt ist, sie kann es aber sein. Eine Handlung muss in einer Person zustande kommen, damit es wirklich die Handlung dieser Person ist, denn eine Person tut etwas bestimmtes, es passiert nicht einfach so. Für eine solche Handlung muss es also immer eine Erklärung geben.

„»Als Sie beispielsweise die Schokoladentorte wählten, so war dies etwas, das Sie taten (und nicht etwas, das einfach bloß geschah), weil Sie sich mehr die Schokoladentorte wünschten, als Sie sich einen Pfirsich wünschten. Weil ihr Appetit auf Torte zu diesem Zeitpunkt stärker war als Ihr Wunsch, eine Gewichtszunahme zu vermeiden, hatte er zur Folge, dass sie die Torte wählten.« (S. 60, Z. 9ff.)“

Ohne eine solche Erklärung, ist die Handlung nicht die eigene. Das hieße also, dass die Handlung in diesem Moment durch die jeweilige Erklärung vorherbestimmt ist. Dieser kausale Determinismus ist jedoch keineswegs eine Bedrohung für die Freiheit des Menschen, da das freie Handeln lediglich voraussetzt, dass die Erklärung bzw. Ursache der Handlung von der gewohnten psychischen Art der Person ist.

### Recht und Unrecht
Im siebten Kapitel geht es um die Frage, warum etwas recht oder unrecht ist und was etwas zu etwas Rechtem oder Unrechtem macht.
Wenn etwas unrecht ist, bedeutet dies nicht einfach einen Regelverstoß, denn es kann auch schlechte Regeln geben, die verbieten, was nicht unrecht ist. Aus diesem Grund ist der Gedanke von Recht und Unrecht nicht konform mit der Idee von einem Regelverstoß oder einer Regelkonformität.
Bei der Überlegung, was recht und unrecht ist, geht es um die Auswirkung der Handlung und zwar nicht nur um die Auswirkung auf die handelnde Person, sondern vor allem um die auf andere Menschen. Daran schließt sich die Frage, warum man aber auf andere Rücksicht nehmen muss.
Die leichteste Antwort darauf ist das Ziel der Gleichbehandlung und Sätze wie: „Würde es dir gefallen, wenn ein anderer dir das antun würde?“. Dafür ist jedoch erforderlich, dass die Behandlung anderer einen Einfluss darauf hat, wie diese anderen uns dann behandeln. Allerdings scheint es eine Person zum Zeitpunkt ihrer Handlung nicht zu belasten, was sie dem anderen antut, da sie ja nicht gleichzeitig genauso behandelt wird.

„»Es ist einfach eine Frage schlichter Konsequenz und Folgerichtigkeit. Wenn Sie zugeben, dass ein anderer einen Grund hätte, Sie in einer ähnlichen Situation nicht zu schädigen, und wenn Sie zugeben, dass dieser Grund ein sehr allgemeiner wäre und nicht allein Sie oder ihn beträfe, so müssen Sie konsequenterweise zugeben, dass es auch für Sie in der gegenwärtigen Situation denselben Grund gibt, die Handlung zu unterlassen.« (S. 69, Z. 18ff.)“

Somit sind wohl die meisten Menschen der Meinung, dass ihre eigenen Interessen und Nachteile nicht nur für sie selbst, sondern auch für andere von Bedeutung sind und diesen einen Grund geben, sie ernst zu nehmen.
Die Grundlage der Ethik ist aber nicht nur das direkte Interesse an anderen Personen, sondern auch die Überzeugung, dass Gut und Böse aus einem allgemeinen Blickwinkel, den jede denkende Person verstehen kann, gut und böse ist. Damit hat jeder Mensch Grund, die Auswirkungen seiner Handlungen auf das Wohl oder Leid jedes anderen zu erwägen.
Dies ist jedoch nur eine grobe Sicht auf die Grundlage der Ethik. Sie sagt noch nicht, wie ein Mensch Rücksicht nehmen soll, wie er Auswirkungen abwägen soll, was also im Besonderen recht und unrecht ist.
Eine wichtige Frage des ethischen Denkens ist, um wie viel Unparteilichkeit, d. h. Selbstlosigkeit man sich bemühen sollte. Dafür muss aber erst ermittelt werden, ob die Antwort auf diese Frage für jede Person die gleiche ist oder von Person zu Person unterschiedlich ausfällt.
Daraus ergibt sich eine weitere große Frage: ob Recht und Unrecht für jeden das Gleiche ist.

„»[...] wenn der Umstand, dass etwas unrecht ist, einen Grund gegen die Tat abgeben soll, und wenn Ihre Gründe für Ihre Handlungen von Ihren Motiven abhängen und die Motive der Menschen sich drastisch unterscheiden können, dann sieht es so aus, als könnte es kein allgemeingültiges Recht und Unrecht für jeden Einzelnen geben.« (S. 73, Z. 8ff.)“

Es könnte also sein, dass es gar keinen allgemeinen Verhaltensmaßstab geben würde, dem sich die Menschen anzupassen haben hätten.
Dazu gibt es drei mögliche Ansichten:
1. Die gleichen Dinge sind zwar für die Menschen recht und unrecht, aber nur die Menschen mit richtigen moralischen Motiven, haben einen Grund dazu, Rechtes zu tun und Unrechtes nicht zu tun. Die Ethik ist also allgemeingültig, hat jedoch keine Verbindlichkeit.
2. Jeder Mensch hat Grund zu tun, was recht ist, und Grund nicht zu tun, was unrecht ist. Diese Gründe hängen jedoch nicht von den Motiven der Menschen ab. Es sind Gründe, die womöglich die Motive der Menschen ändern sollen, sofern sie nicht die richtigen sind.
3. Die Moral ist nicht allgemeingültig. Der Grund, etwas zu tun, hängt davon ab, wie sehr sich der jeweilige Mensch allgemein für andere interessiert, d. h. wie stark oder schwach die moralischen Motive sind.
Die Frage nach der Allgemeingültigkeit von Moral kommt auch auf, wenn die Verhaltensmaßstäbe der unterschiedlichen Gesellschaften in den verschiedenen Epochen verglichen werden.

„»Vieles, das Ihnen vermutlich als ein Unrecht erscheinen wird, wurde in der Vergangenheit von großen Völkergruppen als moralisch korrekt akzeptiert: Sklaverei, Leibeigenschaft, Menschenopfer, Rassentrennung, Leugnung religiöser und politischer Freiheit, hereditäre Kastensysteme. Und wahrscheinlich werden künftige Gesellschaften einiges von dem, was heute für Sie moralisch korrekt ist, für unrecht halten.« (S. 75, Z. 6ff.)“

Es muss also erörtert werden, ob es sinnvoller ist, anzunehmen, dass es eine einzige Wahrheit gibt, auch wenn nie sicher sein kann, worin sie besteht, oder anzunehmen, dass Recht und Unrecht lediglich auf eine bestimmte Zeit, einen bestimmten Ort und einen sozialen Hintergrund bezogen werden kann. Wenn es immer möglich zu sein scheint, anerkannte moralische Maßstäbe zu kritisieren und für verkehrt zu halten, muss man sich jedoch auf einen objektiveren Maßstab berufen, eine Vorstellung davon, was wirklich recht und unrecht ist.
Ein weiterer Einwand gegen die Idee der Moral ist die Auffassung, dass jede Tat, in der eine Person ihre eigenen Interessen für eine andere opfert, in Wirklichkeit nur von Eigeninteresse motiviert ist, da sich nur ein Gefühl des eigenen Wohlbefindens einstellen soll.
Dies bedeutet jedoch nicht, dass ein solches Gefühl das Motiv der Tat ist, sondern eher das Ergebnis der Motive, die die Handlung und infolgedessen auch das Gefühl hervorbringen.
Ziel ethischer Überlegungen ist grundsätzlich, dem menschlichen Egoismus entgegengesetzt an die Fähigkeit, die in jedem Menschen vorhanden sein soll, zu appellieren, aus selbstloser Motivation zu handeln.

### Gerechtigkeit
„»Ist es unfair, dass einige Menschen reich geboren werden und andere arm? Und falls es unfair ist, sollte etwas dagegen getan werden?« (S. 79. Z. 1-3)“

Das achte Kapitel handelt von zwischenmenschlichen Ungleichheiten und Versuchen, diese zu mindern oder abzuschaffen. Es ist offenbar Glück, in welche soziale und ökonomische Klasse und in welches Land eine Person hineingeboren wird. Die Person ist dafür nicht verantwortlich. Im Gegensatz dazu gibt es auch Ungleichheiten, die mit Absicht Personen aufgetragen werden, wie beispielsweise Diskriminierung aufgrund von „Rasse“ und Geschlecht. Gerechtigkeit erfordert jedoch eine Chancengleichheit, d. h. allen Menschen müssten alle Möglichkeiten gleich offenstehen.
Ebenso zufällig wie die Unterschiede in den sozioökonomischen Klassen, in die die Menschen hineingeboren werden, sind auch die Unterschiede in den natürlichen angeborenen Fähigkeiten und Begabungen der Menschen für gefragte Aufgaben, die den Menschen unterschiedliche Vorteile bringen und somit ein wichtiger Faktor bei Festlegung des Einkommens und der Position eines Menschen innerhalb einer Wettbewerbsgesellschaft sind.

„»Die Menschen versuchen, für ihre Kinder zu sorgen und ihnen eine gute Ausbildung zu geben, und einige von ihnen können zu diesem Zweck mehr Geld aufwenden als andere. Die Menschen bezahlen für die Produkte, Dienstleistungen und Arbeiten, die sie sich wünschen, und einige Künstler oder Hersteller werden reicher als andere […]. Unternehmen und Organisationen der unterschiedlichsten Art versuchen, Mitarbeiter einzustellen, die ihre Arbeit gut erledigen, und sie werden Mitarbeitern mit ungewöhnlichen Fähigkeiten höhere Löhne zahlen.« (S. 81, Z. 18ff.)“

Die Ursachen solcher Ungleichheiten sind jedoch lediglich Entscheidungen und Handlungen, die an sich nicht unrecht sind.
Somit muss man zwei wichtige Fragen stellen: Welche Art von Ursachen der Ungleichheit sind ungerecht und welche Methoden des Eingreifens in die Ungleichheit sind legitim?
Bei beabsichtigter Ungleichheit durch z. B. Diskriminierung ist klar, dass die Ursache unrecht ist, da der Diskriminierende Unrechtes tut und das Eingreifen bzw. die Gegenmaßnahme wäre, jenen daran zu hindern, zu diskriminieren.
Unverdiente Ungleichheiten, die aufgrund der Arbeitsweise der Gesellschaft und Wirtschaft entstehen, hängen jedoch von Ursachen ab, an welchen niemand beteiligt ist, der Unrechtes getan hat; sie hängen ab von harmlosen Entscheidungen vieler Menschen. Gegenmaßnahme wäre in diesen Fällen der Eingriff in das ökonomische Leben der Menschen. Dies ist in den heutigen Gesellschaften die Besteuerung, die große Ungleichheiten des Reichtums vermindern soll, indem reicheren Menschen mehr Geld genommen wird als den armen und damit öffentliche Sozialmaßnahmen geleistet werden können.
Eine Gegenmaßnahme für Ungleichheiten aufgrund von unterschiedlichen Begabungen kann aufgrund von ständigem Konkurrenzkampf nur die Abschaffung der Wettbewerbswirtschaft sein. Die einzige Alternative wäre dann eine zentral gesteuerte Planwirtschaft, die aber wiederum stark die Freiheit und Effizienz einschränken würde.
Weitere Gegenmaßnahmen ohne Abschaffung der Wettbewerbswirtschaft könnten eine noch höhere Besteuerung, ein kostenloses Angebot von Dienstleistungen und eine „negative Einkommensteuer“, d. h. Barauszahlungen sein. Die Ungleichheiten könnten aber in keinem Fall komplett überwunden werden.
Zur Lösung dieses Problems wäre eine redistributive Besteuerung relevant. Die Regierung würde hier eingreifen in das, was die Menschen tun, nicht nur wenn es unrecht ist, sondern auch weil es zu Auswirkungen beiträgt, die offenbar unfair sind. Eine Ablehnung dessen ist dadurch begründet, dass eine Regierung die Menschen so lange nicht beeinträchtigen solle, wie sie nichts Unrechtes tun, und dass die ökonomischen Aktivitäten, die Ungleichheiten verursachen, eben nicht unrecht sind und damit die Menschen vollkommen unschuldig sind. Insgesamt handelt es sich also um ein kontroverses politisches Problem.

### Der Tod
Das neunte Kapitel beschäftigt sich mit den Fragen, was der Tod ist, ob es ein Leben nach dem Tod gibt und welche Einstellung man zum eigenen Tod haben sollte.
Allgemein gibt es zwei Ansichten: Die eine ist, dass der Mensch den Tod seines Körpers überlebt und in irgendeiner Weise weiterlebt und die zweite Ansicht ist, dass mit dem Tod der Mensch aufhört zu existieren und die Person ausgelöscht wird.
Die Frage nach einem Leben nach dem Tod hängt mit dem psychophysischen Problem zusammen. Ein „Leben nach dem Tod“ besagt ein Leben ohne den alten Körper. Ist der Dualismus wahr und die Seele eines Menschen könnte allein existieren, auch wenn sie nicht mehr ein psychisches Leben des Handelns und der sinnlichen Wahrnehmung führen würde, da dies nur in Verbindung mit einem physischen Körper möglich wäre, könnte ein Leben nach dem Tod möglich sein. Ist der Dualismus jedoch nicht wahr und das Leben einzig aus psychischen Vorgängen im Gehirn, also biologischen Funktionen des Gehirns und des Organismus bestehend, könnte ein Leben nach dem Tod nicht möglich sein.

„»Womit sollte man der Aussicht seines Todes entgegensehen: mit Schrecken, mit Sorge, mit Gleichgültigkeit oder mit Erleichterung? […] die schwierige und philosophisch interessanteste Frage ist die nach unserer Einstellung zum Tod, falls der Tod das Ende ist. Ist es schlimm, nicht mehr zu existieren?« (S. 93, Z. 31, S. 94, Z. 1f., 6ff.)“

Dazu gibt es wieder drei Meinungen:
1. Die Nichtexistenz kann für den Toten weder gut noch schlecht sein.
2. Die Nichtexistenz ist das Schlimmste aller Übel.
3. Die Nichtexistenz ist ein Segen.
Wenn der Tod entweder eine gute oder schlechte Sache ist, so handelt es sich entweder um ein negatives Übel (Fehlen von guten Dingen des Lebens) oder ein negatives Gut (Fehlen von unangenehmen Dingen des Lebens). Ein Übel oder Gut muss jedoch jemandem zustoßen. Wenn aber dieser jemand nicht mehr existiert, so dürfte der Tod keinen positiven oder negativen Wert haben. Dieser jemand war aber auch eine Person, die gelebt hat, und so kann man bewerten, ob dieser Person durch den Tod Schlechtes oder Gutes widerfahren ist.
Der Mensch akzeptiert, dass es eine Zeit gab vor der eigenen Existenz und müsste somit auch akzeptieren, dass es eine Zeit nach der eigenen Existenz gibt. Die Nichtexistenz sollte also den Menschen nicht beängstigen, da der Mensch nicht vor etwas Angst haben sollte, das nicht existiert. Er könnte lediglich Angst davor haben, was mit ihm passiert, sofern er den Tod überlebt.

### Der Sinn des Lebens
Das zehnte Kapitel handelt von der Frage nach dem Sinn des Lebens.
Innerhalb des Lebens einer Person mag es Rechtfertigungen und Erklärungen für die meisten Taten geben. Diese geben aber keineswegs gleich den Sinn des Lebens als Ganzes an.

„»Wenn wir über die ganze Sache nachdenken, so scheint sie überhaupt keinen Sinn zu haben. Von außen betrachtet wäre es ganz egal, wenn es uns überhaupt nicht gegeben hätte. Und wenn es uns einmal nicht mehr gibt, so wird es egal sein, dass es uns gegeben hat.« (S. 99, Z. 11ff.)“

Eine Möglichkeit wäre, dass das Leben in Beziehung auf etwas Größeres einen Sinn ergibt. Jedoch muss dieses Größere, um selbst einen Sinn zu haben, wiederum auf etwas Größeres bezogen werden. Ob dies möglich und sinnvoll ist, ist fragwürdig. Ist es nicht möglich und die Sinnlosigkeit des Größeren, von dem das Leben ein Teil ausmacht, wird akzeptiert, so müsste auch schon das Leben als sinnlos akzeptiert werden.
Anders zu verstehen ist der Sinn des Lebens in einem religiösen Kontext, wonach das Leben eine Vorbereitung auf die Ewigkeit in Kontakt mit Gott sei. Hier soll Gott selbst Sinn und Zweck haben und die Idee von etwas sein, dass alles erklären kann, aber selbst nicht erklärt werden kann. Die Idee ist also, dass Gott allem einen Sinn verleiht, weil Gott alles umfasst. Die Frage nach dem Sinn oder Zweck Gottes könnte gar nicht von außen erfragt werden, da es kein Außen gäbe.
Andererseits ist es vielleicht aber auch kein Problem, dass das menschliche Leben als Ganzes sinnlos ist. Der Mensch müsse sich nur auf Rechtfertigungen innerhalb seines Lebens und das anderer konzentrieren, da seine Existenz das einzig Bedeutsame hier wäre. Der Mensch will jedoch von Natur aus von außen betrachtet sich selbst etwas bedeuten, und all seine Dienste und Anstrengungen in seinem Leben beruhen auf einem Gefühl des Wunsches nach Bedeutsamkeit in einem größeren Sinne.

„»Wenn das Leben egal ist, wenn das Leben nicht ernst und das Grab sein Ende ist, dann ist es vielleicht lächerlich, dass wir uns so wichtig nehmen. Wenn wir auf der anderen Seite nicht anders können, als uns so wichtig zu nehmen, dann müssen wir uns womöglich am Ende damit abfinden, lächerlich zu sein. Das Leben ist dann vielleicht nicht allein sinnlos, sondern absurd.« (S. 104, Z. 1ff.)“

## Ausgaben
- Thomas Nagel: Was bedeutet das alles? Eine ganz kurze Einführung in die Philosophie. Reclam, Stuttgart, 2008, ISBN 3-15-010682-6.
- Thomas Nagel: What Does It All Mean? A Very Short Introduction to Philosophy. Oxford University Press, New York, 1987, ISBN 0-19-505292-7.